# سیسی هیوستون
امیلی هیوستون (به انگلیسی: Emily Houston) (۳۰ سپتامبر ۱۹۳۳ – ۷ اکتبر ۲۰۲۴)، معروف به سیسی هیوستون (به انگلیسی: Cissy Houston)، خواننده سبک سول و گاسپل بود که برندهٔ جایزهٔ گرمی شده بود.
او خوانندگی و همخوانی با خوانندگانی چون الویس پریسلی و آرتا فرانکلین را در کارنامه خود دارد.
او مادر ویتنی هیوستون و خالهٔ دیان وارویک و دی دی وارویک دیگر خوانندگان آمریکایی بود.
او همچنین در فیلم همسر واعظ بازی کرده‌است.